# Route nationale 746
Pour les articles homonymes, voir Route 746.
La route nationale 746 ou RN 746 était une route nationale française reliant La Roche-sur-Yon à L'Aiguillon-sur-Mer. À la suite de la réforme de 1972, elle a été déclassée en RD 746.

## Ancien tracé de La Roche-sur-Yon à L'Aiguillon-sur-Mer (D 746)
- La Roche-sur-Yon
- Saint-Florent-des-Bois
- Mareuil-sur-Lay
- Luçon
- Triaize
- Saint-Michel-en-l'Herm
- L'Aiguillon-sur-Mer